# برج ثور
بُرج ثَور (گاو، یونیکد: ♉)، (به انگلیسی: Taurus) دومین برج فلکی از دایرةالبروج است.
ثور، دومین برج [خانهٔ] خورشید، قوسی ۳۰ درجه از دایرةالبروج است. این برج خط سیر خورشید در اردیبهشت ماه به مدت ۳۰روز و ۲۳ساعت و ۰۵دقیقه و نام دیگر این ماه در گاهشماری خورشیدی نیز است. میانگین شبانه‌روز لحظه تحویل برج ثور ساعت ۱۰:۵۸ روز ۳۱ فروردین است.
دو هزار سال پیش این برج، بیشتر از زمینه صورت فلکی ثور (گاو) می‌گذشت و به همین نام باقی ماند؛ ولی امروزه بیشتر آن از زمینه صورت فلکی حمل (بره) می‌گذرد.
کلمهٔ ثور به معنی گاو نر است.

## نگارخانه
|  |  |